# 3 Pułk Piechoty (Księstwo Warszawskie)
3 Pułk Piechoty – oddział piechoty Armii Księstwa Warszawskiego.

## Formowanie i zmiany organizacyjne
Pułk został sformowany w grudniu1806 roku. Na jego dowódcę został wyznaczony Feliks Kretkowski, generał ziemski z czasu insurekcji kościuszkowskiej. W Łęczycy powstały zalążki 9 pułku, organizatorem pułkowej piechoty został por. August Komorowski, jednakże z uwagi na jego stan zdrowia od połowy grudnia 1806 żołnierzy tych szkolił  mjr Wincenty Podczaski.
Rekruci pochodzili z powiatów brzezińskiego, gostyńskiego, łęczyckiego, orłowskiego oraz z Łęczycy i Łowicza. W 1808 stacjonował w Warszawie. Pod koniec 1809 roku liczył 2647 żołnierzy. Według etatu z 1810 roku, pułk składał się ze 27 osobowego sztabu i trzech batalionów piechoty po 6 kompanii. Sztaby batalionów liczyć miały 4 osoby, a kompanie 136 żołnierzy. W sumie w pułku powinno służyć 2487 żołnierzy. Faktycznie stan osobowy oddziału był nieco mniejszy.
Zgodnie z zarządzeniem Napoleona z 17 maja 1811 roku, na terenie Księstwa Warszawskiego utworzono trzy dywizje. Pułk wszedł w skład 1 Dywizji.
W czasie przygotowań do inwazji na Rosję 1812 roku pułk włączony został w strukturę 16 Dywizji Józefa Zajączka z V Korpusu Wielkiej Armii ks. Józefa Poniatowskiego.
Po abdykacji Napoleona, car Aleksander I wyraził zgodę na odesłanie oddziałów polskich do kraju. Miały one stanowić bazę do tworzenia Wojska Polskiego pod dowództwem wielkiego księcia Konstantego. 13 czerwca 1814 roku pułkowi wyznaczono miejsce koncentracji w Kaliszu.

## Żołnierze pułku
Pułkiem dowodzili

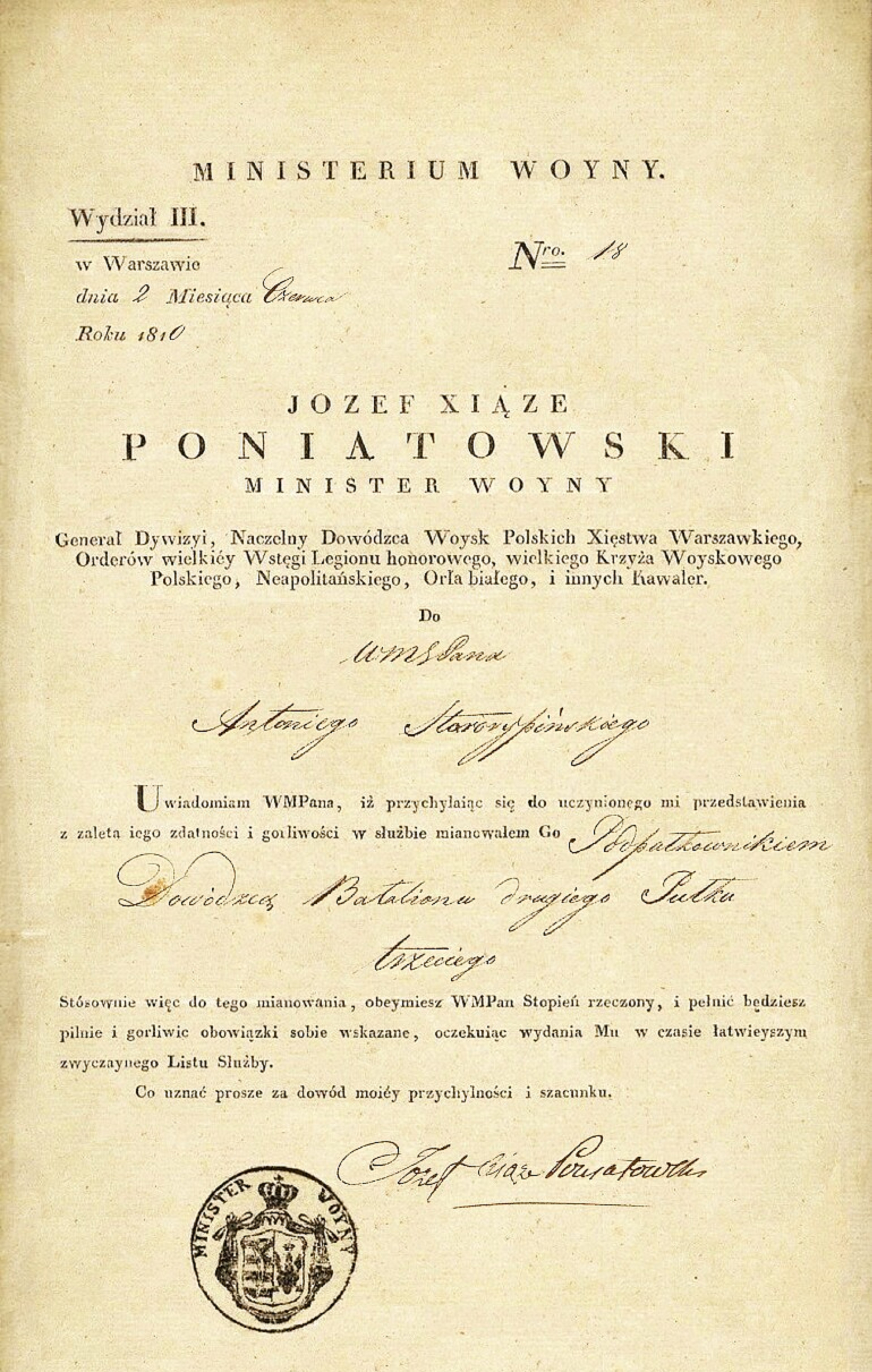
Nominacja Antoniego Starorypińskiego na podpułkownika i dowódcę 2 batalionu

- płk Edward Żółtowski (od 2 marca 1807),
- płk Kalikst Zakrzewski (od 27 grudnia 1811),
- płk Ignacy Blumer (od 19 sierpnia 1812),
- płk Antoni Starorypiński (od 1813).[9]. Od 2 czerwca 1810 podpułkownik i dowódca 2 batalionu w 3 pp Księstwa Warszawskiego.[10]

## Walki pułku
Pułk brał udział w walkach w okresie pierwszej wojny polskiej 1807 roku, wojny polsko austriackiej, inwazji na Rosję 1812 roku i kampanii 1813 roku.
Bitwy i potyczki:

- Nibork (1807),
- Dobre Miasto, Wały (5 kwietnia 1807),
- Raszyn ( 19 kwietnia 1809),
- Zamość (18 maja 1809),
- Sandomierz (27, 28 maja oraz 6,15 i 16 czerwca 1809),
- Jankowice (6 czerwca),
- Smoleńsk (17 sierpnia 1812),
- Możajsk (7 września 1812),
- Czeryków (29 września),
- Czeczerynka (4 października),
- Studzianka (29 listopada),
- Wachau i Lipsk (18 i 19 października 1813),
- oblężenie Modlina i Zamościa.